# Nelson Hoineff
Nelson Hoineff (Rio de Janeiro, 4 de setembro de 1948 – Rio de Janeiro, 15 de dezembro de 2019) foi um jornalista, produtor e diretor de televisão e cinema brasileiro. De 2015 a 2019, foi tesoureiro do Comitê Nacional de Arte Brasileira (CNAB).

## Biografia
Especializou-se em HDTV e novas tecnologias de distribuição de TV em Nova York - onde fez seu mestrado e doutorado - e Tóquio. Hoineff estagiou na produção de conteúdo em HDTV analógico na NHK, em 1988.
Além de fundador e por quatro vezes presidente da Associação de Críticos de Cinema do Rio de Janeiro, Hoineff é co-fundador, da Associação Brasileira de Produtores Independentes de Televisão , da qual foi vice-presidente por duas gestões. Participou ainda da fundação do Centro de Pesquisadores do Cinema Brasileiro. Foi membro do Conselho Consultivo da Secretaria do Audiovisual do Ministério da Cultura. Foi membro também do Conselho Superior de Cinema da Presidência da República e do Conselho Consultivo do Sistema Brasileiro de TV Digital (SBTVD)

## Diretor de televisão
Na televisão, dirigiu o Departamento de Programas Jornalísticos da Rede Manchete e foi diretor de programas jornalísticos no SBT, Rede Bandeirantes, GNT, TV Cultura e TVE do Rio, onde também atuou como consultor de programação.
Entre as séries e programas que dirigiu destaca-se o Documento Especial. Premiado várias vezes no Brasil (e também em Monte-Carlo e Berlim), foi ao ar em três redes abertas, tornando-se em cada uma um dos líderes de audiência: Rede Manchete (1989-1992), SBT (1992-1995) e Band (1996-1997). Ao todo, foram produzidos 430 programas.  Entre 2008 e 2010, cerca de 80 programas foram reprisados pelo Canal Brasil, em versões ligeiramente reduzidas de 45 para 30 minutos.
Também dirigiu Primeiro Plano (GNT, depois Cultura, sobre as vanguardas artísticas brasileiras), Programa de Domingo (Manchete), Realidade (Band), Curto-Circuito (TVE). e inúmeras séries, entre as quais Celebridades do Brasil (Canal Brasil), As Chacretes (Canal Brasil) e Vanguardas (Canal Brasil).

## Produtor
Como produtor, realizou em 2000 o primeiro filme brasileiro inteiramente gravado, editado e exibido em alta definição: Antes: uma viagem pela pré-história brasileira. Exibido durante todo o ano de 2000 na Mostra do Redescobrimento ("Brasil+500") no Ibirapuera, São Paulo, foi visto por mais de 1,8 milhão de pessoas. Para tal exibição, criou, com Marcello Dantas,  o Cinecaverna, um cinema digital temático em forma de caverna para 450 espectadores, que se constituiu em um dos 14 módulos da exposição.
Em 2012, produz e faz a supervisão geral da série "Trash!" (dirigida por Cristian Caselli) para o Canal Brasil; da série "Marcados Para Morrer" (dirigida por Luis Santoro) para a TruTV; da série "Teoria da Conspiração" (dirigida por Daniel Camargo e Lucio Fernandes) também para a TruTV. No mesmo ano, inicia a produção das séries  "Televisão e Grandes Autores" e "A Televisão que o Brasil está pensando", ambas para a TV Brasil/EBC, idealizadas pelo Instituto de Estudos de Televisão.
Ainda em 2013, produz a série "Cinema de Bordas". dirigida por Leonardo Luiz Ferreira, para o Canal Brasil.
Ao todo, dirigiu até hoje mais de 700 documentários, seja na forma de séries de televisão, produtos isolados para TV ou filmes de longa-metragem. Dentre os feitos especialmente para televisão, figuram O Século de Barbosa Lima Sobrinho, TV Ano Zero, O Filtro da Imprensa (sobre a modernização da imprensa brasileira a partir do final dos anos 40), Nilo Machado - um Cineasta Brasileiro, e Timóteo, Política e Paixão. (Estes, parte do programa "Retratos Brasileiros", do Canal Brasil"). Para o "Retratos Brasileiros" foi também produtor e supervisor-geral de "Antonio Meliande - Pau pra Toda Obra", dirigido por Daniel Camargo em 2011, "Boca do Lixo", também dirigido por Daniel Camargo, em 2012, "Trash!" e "Cinema de Bordas".

## Diretor de cinema
Seu primeiro documentário de longa-metragem foi O Homem Pode Voar, sobre a obra de Alberto Santos-Dumont, que teve como roteirista o físico brasileiro Henrique Lins de Barros. Dirigiu ainda Alô, Alô, Terezinha!, exibido inicialmente no Festival de Cinema do Recife em 2009, onde levantou os prêmios de melhor filme do júri oficial, melhor filme do júri popular, melhor montagem e o Troféu Gilberto Freire. Lançado em 30 de outubro de 2009, foi um dos indicados ao prêmio de melhor documentário do ano da Academia Brasileira de Cinema. Também dirigiu Caro Francis sobre Paulo Francis, um dos maiores jornalistas brasileiros, filmado no Rio de Janeiro, São Paulo e Nova York. Foi lançado em DVD durante a entrega do Prêmio Esso de Jornalismo no Rio de Janeiro. A versão para cinema, ligeiramente modificada, foi exibida pela primeira vez no Festival de Cinema de Paulínia, em julho de 2009, onde conquistou o prêmio de Melhor Documentário pelo Júri do Público. O filme foi também exibido no Festival do Rio e na Mostra Internacional de São Paulo de 2009. Foi exibido em outras mostras antes de ser lançado nacionalmente em 8 de janeiro de 2010.
Em 2013, terminou Cauby - Começaria tudo outra vez, sobre o cantor Cauby Peixoto. O filme foi lançado nacionalmente em 28 de maio de 2015, e ficou 16 semanas em cartaz, um recorde para documentários independentes.
Em março de 2014 iniciou a produção de um novo documentário de longa-metragem, "82 Minutos", sobre os preparativos do Carnaval da Portela para 2015. O filme foi concluído em maio de 2015. Foi convidado para participar do FIPA, em Biarritz, em janeiro de 2016, e foi lançado nacionalmente no segundo semestre de 2016.
Seu mais recente longa-metragem, Eu, Pecador, baseia-se no cantor, compositor e político Agnaldo Timóteo, e tem lançamento previsto para 2019.
Seus documentários são comumente exibidos em festivais, como Festival do Rio, Mostra Internacional de Cinema de São Paulo, Festival Internacional de Brasília, Vitória Cine Video, dentre outros.

## Outras atividades
Foi editor-executivo do Jornal do Brasil, além de ter passado, como editor, redator, colunista ou articulista, por veículos como Veja, O Globo, Folha de S.Paulo, Bravo!, Última Hora, Diário de Noticias, O Jornal, O Cruzeiro, Observatório da Imprensa, entre muitos outros. No Jornal do Brasil e no Observatório da Imprensa publicou  mais de 800 artigos sobre televisão, políticas do audiovisual e cultura brasileira. É editor-chefe dos Cadernos de Televisão, revista quadrimestral sobre estudos avançados de televisão, publicada pelo IETV.
Como crítico de cinema, atua desde 1968 em veículos como O Jornal, Diário de Noticias, Ultima Hora, O Cruzeiro, Manchete, Filme Cultura, O Globo, IstoÉ, Veja, A Noticia, O Dia, Jornal do Brasil e criticos.com, entre outros. Foi crítico e correspondente no Brasil do Variety, dos EUA. No início da carreira, teve passagem pela imprensa esportiva, como repórter, redator e editor de esportes no O Jornal e Última Hora, para onde cobriu a Copa do Mundo de 1974. Nesses veículos e em outros, foi editor de cultura, editor internacional, secretário de redação e editor-chefe.
Autor de vários livros sobre televisão, muitos deles antecipando em anos o advento de novas tecnologias, descrevendo-as  e discutindo o seu futuro impacto sobre o meio. Neste caso figuram TV em Expansão – Novas Tecnologias, segmentação, Abrangência e Acesso na Televisão Moderna (ed. Record) onde, ainda no final dos anos 80, discutia temas como TV por Assinatura, operações satelitais domésticas  e TV de Alta Definição (HDTV). Em A Nova Televisão – Desmassificação e o Impasse das Grandes Redes (ed. Relume-Dumará), debatia assuntos como a iminência da convergência de meios e a implantação das plataformas digitais.
Foi coordenador do curso de Radialismo (Audiovisual) da Faculdade de Comunicação Helio Alonso (Facha).   e, na mesma instituição,  fundou e coordenou da Faculdade de Cinema e Audiovisual, que começou a operar no segundo semestre de 2015. Hoineff lecionou durante 30 anos na instituição, deixando-a em 2017.
Lecionou também Televisão Digital em MBAs da Fundação Getulio Vargas (FGV) e da Universidade Cândido Mendes, ambas no Rio. Antes disso, foi professor de jornalismo na Sobeu, Sociedade Barramansense de Ensino Universitário.
Em 2001, Hoineff criou o Instituto de Estudos de Televisão (IETV), do qual foi presidente. O IETV promove eventos permanentes como o Festival Internacional de Televisão, o Fórum Internacional de TV Digital e o Seminário Esso-IETV de Telejornalismo.
tambrem em 2001, foi curador de uma grande retrospectiva de Nam June Paik no Oi Futuro, no Rio de Janeiro, eleito pelo "Jornal do Brasil" como uma das dez melhores exposições no Rio daquele ano..
Criou em 2007 séries em episódios para celulares: E aí, Dr Py?, Por onde andam as Chacretes e É com você, JP.
Em 2011 realizou, também para o Canal Brasil, a série de quatro episódios As Vanguardas, sobre as vanguardas brasileiras contemporâneas. No mesmo ano dirigiu o média-metragem "Primeiro Mundo", e foi supervisor-geral do documentário "Hijas del Monte", sobre a vida das mulheres que abandonam as Farc, dirigido por Patrizia Landi.
Entre mais de 50 júris de que tem participado figuram os do Prêmio Esso de Telejornalismo, Festival Internacional de Televisão de Monte-Carlo, Festival Internacional de Cinema de Tel-Aviv, júri da Fipresci no Festival Internacional de Cinema de Berlim, Festival Internacional de Cinema de Londres (presidente), Festival Internacional de Documentários de Yamagata, Festival Internacional de Documentários de Amsterdã (presidente), Festival Internacional de Cinema de Sochi, além de vários festivais brasileiros, como os do Rio de Janeiro, Gramado, Brasília, Fortaleza, Recife, Florianópolis, Goiânia e muitos outros.

### Morte
O jornalista morreu na manhã de 15 de dezembro de 2019, aos 71 anos, vítima de complicações causadas pelo diabetes.